# 삼 엘 나사
삼 엘 나사(Sam El Nasa, 1984년 4월 25일 ~ )는 캄보디아의 전직 축구 선수이자 현 축구 지도자로 2013년부터 현재까지 프레아 칸 리치 스바이 리엥 B팀의 수석 코치를 맡고 있으며 현역 시절 포지션은 공격수였다.

## 대회 성적

### 클럽 (선수)
프레아 칸 리치 스바이 리엥
- 캄보디아 프리미어 리그 : 준우승 (2010), 3위 (2009, 2011), 4위 (2008)
- 훈센컵 : 우승 (2011), 준우승 (2008), 3위 (2009, 2010)

### 클럽 (지도자)
프레아 칸 리치 스바이 리엥 (수석 코치)
- 캄보디아 프리미어 리그 : 우승 (2013), 3위 (2012)
- 훈센컵 : 우승 (2012)